# Flowsik
Jay Pak, nome coreano Pak Dae-sik (hangŭl: 박대식), meglio conosciuto con il nome d'arte Flowsik (플로우식) (New York, 5 aprile 1985) è un rapper, compositore e cantautore statunitense di origini sudcoreane, membro del gruppo musicale hip hop Aziatix e solista.

## Biografia
Jay Pak nasce a New York, il 5 aprile 1985 da entrambi genitori coreani. Sin dalla sua gioventù mostra una grandissima passione per la musica hip hop ed all'età di 15 anni inizia a comporre le sue prime canzoni. Su di lui influiranno tantissimo artisti di grande calibro come Tupac Shakur e Ice-T.
Nel 2010 entra a far parte del gruppo musicale Aziatix, composto oltre a lui da Eddie Shin e Nicky Lee.

## Discografia

### Discografia coreana

#### Singoli
- 2015: The Calling

### Discografia inglese

#### Album studio
- 2005: Yellow Slums, Vol. 1